# Chiesa di Sant'Angelo a Piesco
La chiesa di Sant'Angelo a Piesco è una cappella rurale in rovina, fondata in età longobarda, che sorge nell'omonima contrada nei pressi di Benevento.

## Storia e descrizione
La piccola costruzione religiosa sorge sulla cima di una modesta altura (la parola  piesco significa "rupe"), a 208 m s.l.m., sulla sponda destra del fiume Calore. Sembra probabile che essa si trovasse all'interno di una fortificazione a guardia di una strada di accesso alla città: di ciò sarebbero prova alcuni resti murari posti ad una quota più bassa.

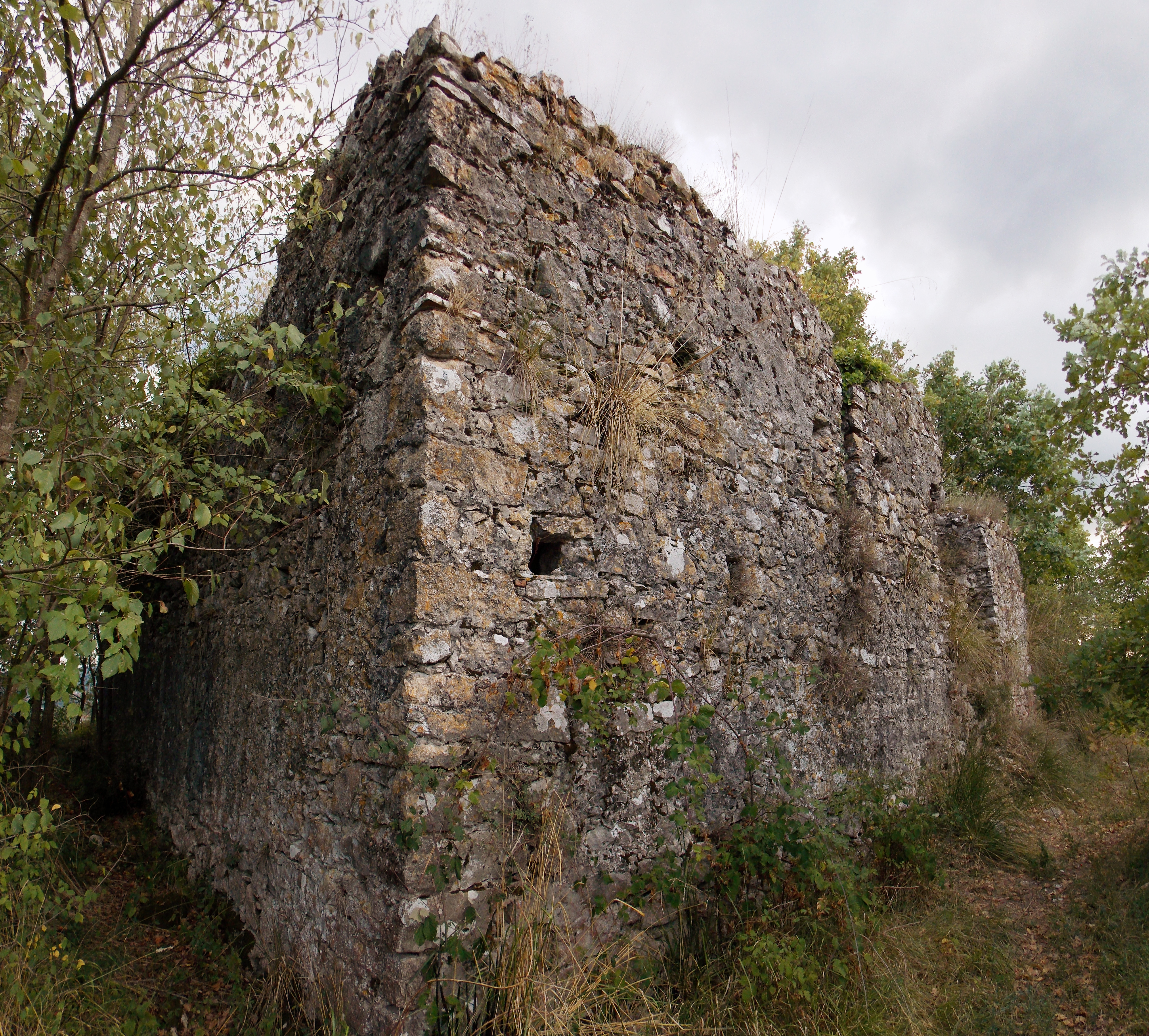
Vista posteriore

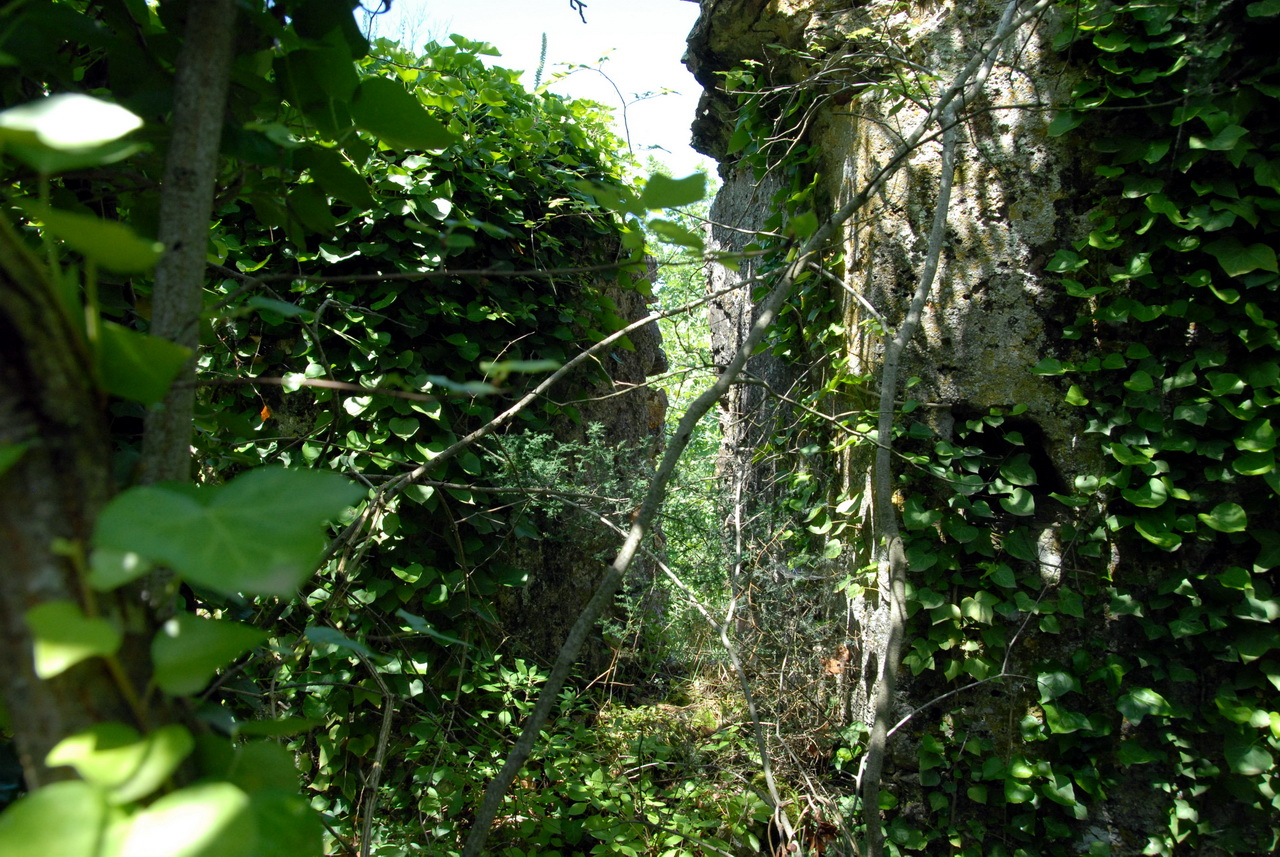
La monofora

A meno di non voler identificare tale cappella con quella di San Michele Arcangelo ad olivolam, che si trovava nel luogo detto Pantano e che compare in un diploma dell'imperatore Ottone III del 999, la prima menzione esplicita di una chiesa sancti Angeli in Pesclo è del 1102, in un privilegio di papa Pasquale II.
La zona dove la chiesa sorge, che prende anch'essa il nome di Sant'Angelo a Piesco, fu per secoli dominio feudale della nobile famiglia beneventana Bilotta, ritenuta di origine longobarda. I Bilotta vendettero il feudo nel 1579; su iniziativa dell'arcivescovo Massimiliano Palombara, nel 1593 lo acquistò dai nuovi proprietari il seminario arcivescovile, che così si garantì una fonte di rendite. Palombara restaurò anche la chiesetta. Non è noto quando essa fu abbandonata.
La cappella è costituita da una semplice navata rettangolare, ampia 4,5 m e lunga 12 m, coperta da una volta a botte. La parete frontale è crollata; qui doveva trovarsi anche l'ingresso alla cappella. Nel muro di fondo si apre una monofora, strombata all'interno; e all'interno è visibile anche un arco, probabilmente di sostegno. Nel muro destro si aprono tre finestre; quelle del muro sinistro, invece, sono otturate dalla costruzione di un ambiente in adiacenza, la cui funzione è ignota.
L'edificio è sottoposto al vincolo del Ministero dei beni culturali dal 1989.